# Fraisans
Fraisans é uma comuna francesa na região administrativa de Borgonha-Franco-Condado, no departamento de Jura. Estende-se por uma área de 16,9 km². Em 2010 a comuna tinha 1 217 habitantes (densidade: 72 hab./km²).